# آئودی
آئودی (به آلمانی: Audi) شرکت خودروسازی آلمانی است که در زمینه طراحی، ساخت و توسعهٔ فناوری انواع خودروهای اسپورت و خودروهای لوکس نامدار است، و دفتر مرکزی آن در شهر اینگولشتات در ایالت بایرن قرار دارد. مدل‌های آئودی در ۹ کارخانه، که در ۸ کشور اروپایی مستقر می‌باشند، تولید می‌شوند. این شرکت از سال ۱۹۶۴ یکی از شرکت های زیرمجموعه‌های گروه فولکس‌واگن به‌شمار می‌آید.
شرکت آئودی در تاریخ ۱۶ ژوئیه ۱۹۰۹ توسط آگوست هورش و در شهر تسویکاو، آلمان تأسیس شد.
آئودی همراه با مرسدس-بنز و ب‌ام‌و سه خودروساز مشهور و لوکس آلمانی هستند و به‌عنوان پرفروش‌ترین خودروسازان لوکس جهان شناخته می‌شوند.

## تاریخچه

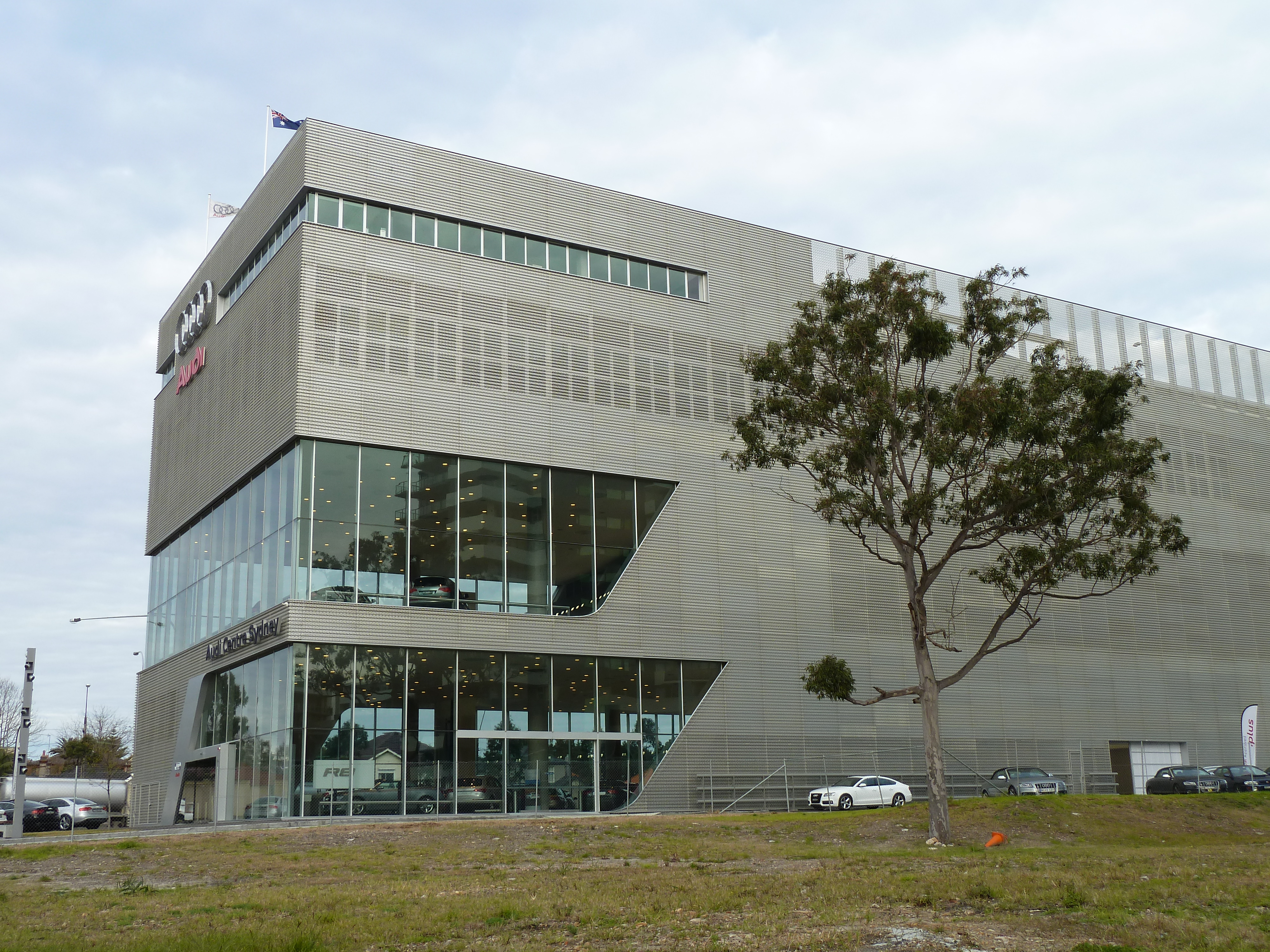
مرکز آئودی سیدنی، استرالیا

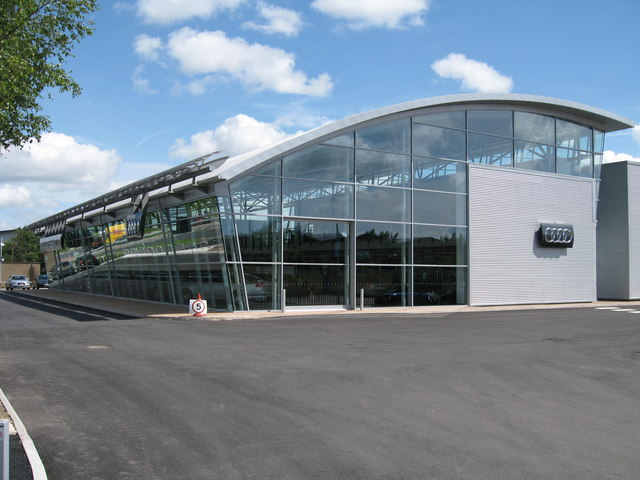
مرکز فروش آئودی در پارک جمینی

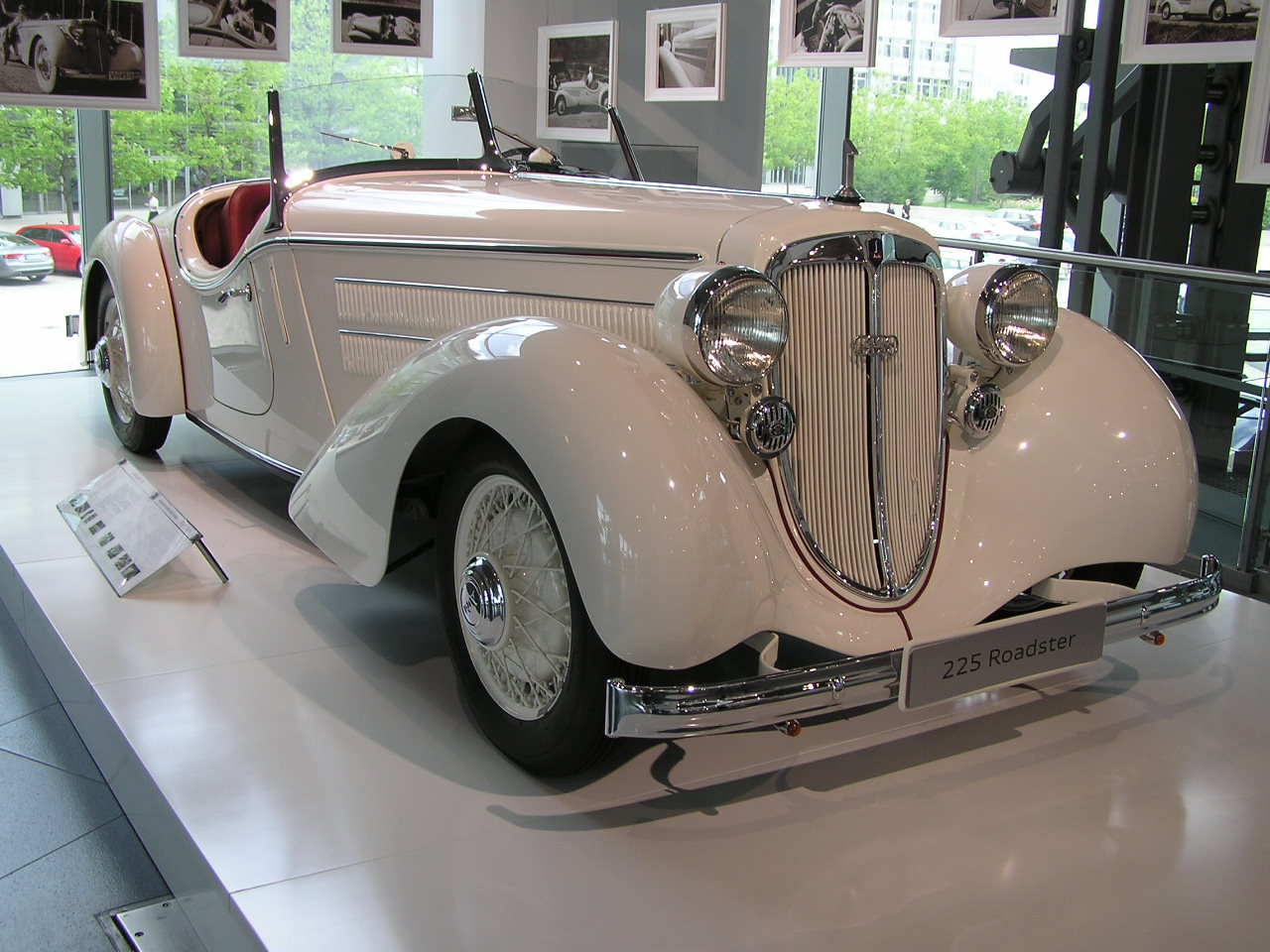
آئودی ۲۲۵ رودستر

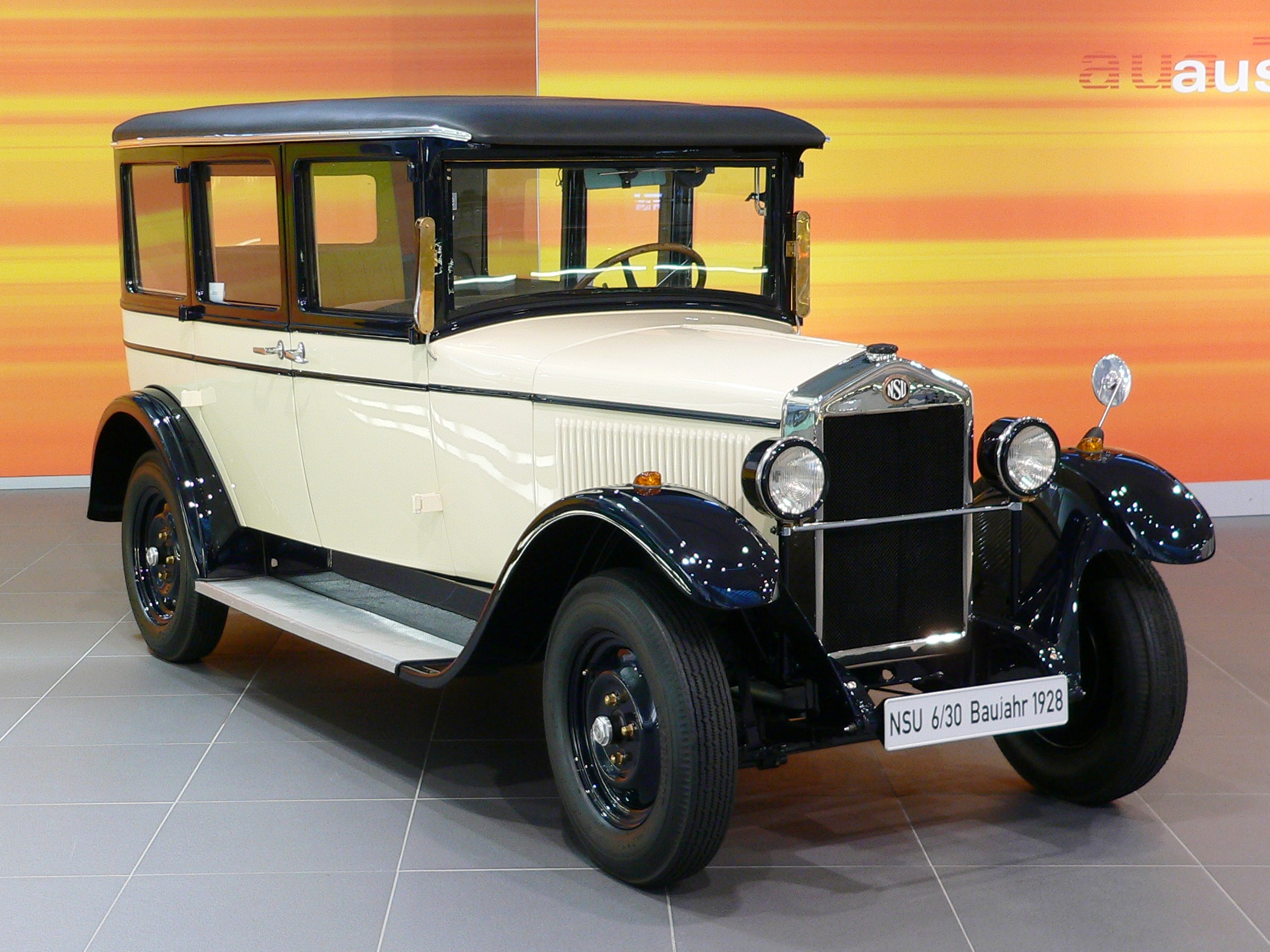
ان‌اس‌یو ۶/۳۰

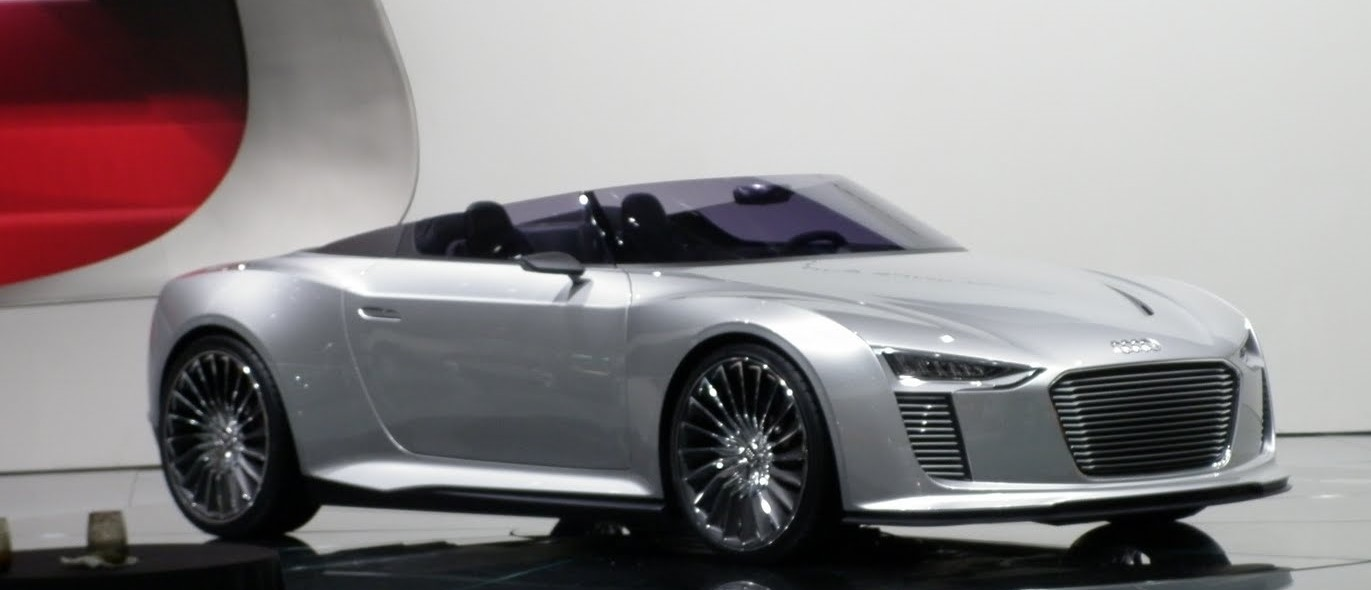
آئودی ای-ترون مفهومی پاریس ۲۰۱۰

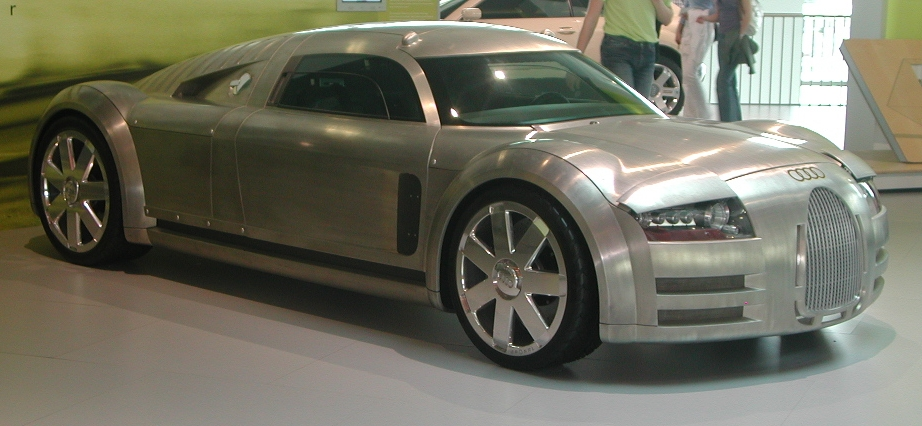
آئودی رزمییر

شرکت خودروسازی آئودی چون دیگر خودروسازان اروپایی پیشینه‌ای طولانی دارد و بیش از یک قرن پیش توسط اوت هورش، در سال ۱۸۹۹ تأسیس گردید. این شرکت که ابتدا نامش هورش کمپانی بود، در سال ۱۹۰۱ نخستین خودروی خود را، به کمک ۱۵ کارگرش تولید نمود.
این خودرو سرعتی معادل ۳۲ کیلومتر بر ساعت داشت. سال ۱۹۰۹ اوت هورش شرکت دیگری را، به جای شرکت قبلی تأسیس کرد و آن را آئودی نامید، که در واقع ترجمه لاتین نام‌خانوادگی خودش یعنی هورش بود. در این زمان خودروهایی را تولید کرد، مانند خودروی آئودی ای که حداکثر سرعت آن، برابر ۲۲ کیلومتر بر ساعت بود.
همچنین با چند خودرو در مسابقات اتومبیل‌رانی نیز شرکت کرد. با شروع جنگ جهانی اول، شرکت آئودی مجبور به تولید جنگ‌افزار شد. اوت هورش سال ۱۹۲۰ از مدیریت شرکت آئودی کناره‌گیری کرد، اما به عنوان عضوی از هیئت مدیره باقی‌ماند.
در سال ۱۹۲۹ خودروی ۶ سیلندر ۴۶۵۵ سی‌سی و سال ۱۹۲۹ خودروهای مدل درسدن و تسویکاو را عرضه کرد. در همین سال خودروهای ۴ و ۶ سیلندر دیگری را، تحت لیسانس شرکت پژو روانه بازار کرد.
سال ۱۹۳۰ شروع به تولید خودروهایی کوچک کرد و در این زمان ۹٫۱۷٪ درصد از بازار خودروی آلمان را، در اختیار خود داشت. با شروع جنگ جهانی دوم همانند دیگر خودروسازان دنیا، شرکت آئودی به تولید جنگ‌افزار و خودروهای جنگی پرداخت و خودروهای جنگی مدل آی‌اف‌ای‌اف و آی‌اف‌ای‌اف۸ را تولید نمود.
پس از پایان یافتن جنگ جهانی دوم، در سال ۱۹۵۸ شرکت مرسدس بنز حدود ۸۷٪ درصد از سهام آئودی را خریداری کرد و سال ۱۹۵۹ باقی سهام شرکت را نیز بدست آورد، اما پس از آن، در ۱۹۶۴ گروه فولکس‌واگن ۵۰٪ درصد از سهام آئودی را، از شرکت مرسدس بنز خریداری کرد. سپس شرکتی را با همان نام، راه‌اندازی کرد و اقدام به تولید و عرضه چند مدل جدید از آئودی نمود، که مدل‌هایی چون آئودی ۶۰، آئودی ۷۵، آئودی ۸۰ و آئودی ۹۰ به این دوره زمانی اختصاص دارند. سال ۱۹۶۹ آئودی به شرکت ان‌اس‌یو پیوست و برای مدت کوتاهی، به ان‌اس‌یو آئودی تغییر نام داد.
این شرکت سال ۱۹۷۲ خودروی آئودی ۸۰ فاکس و سال ۱۹۷۴ خودروی مدل آئودی ۵۰ را عرضه کرد. پس از آن خودروهای اسپورت آئودی اس۶ و آئودی اس۸ را، با مشارکت فولکس‌واگن تولید نمود، که در مسابقات رالی به موفقیت‌های چشمگیری نیز دست یافتند.
سال ۱۹۸۶ شرکت آئودی خودروی مدل ۸۰ خود را بهبود بخشید و نمونه جدید و پیشرفته‌ای از آن ارائه کرد، که با استقبال خوبی مواجه شد و در فاصله سال‌های ۱۹۸۲ تا ۱۹۸۷ خودروهای سری آئودی ۵۰۰۰ را روانه بازار کرد.
در سال ۱۹۹۱ شرکت آئودی برای سومین سال پی‌درپی در بازارهای ایالات متحده آمریکا به بالاترین میزان فروش خود دست یافت و این رشد و افزایش فروش شرکت، تا سال ۲۰۰۸ با دستیابی به بازارهای آسیا ادامه داشت. به‌طوری که حدود ۶۰٪ درصد بازار آسیا را به دست گرفت.
شرکت آئودی نخستین تولیدکننده خودروهای تمام گالوانیزه در جهان است، همچنین صاحب خودروی آئودی ای۸، با بدنه تمام آلومینیمی می‌باشد، که در کارخانه نکازاولم آئودی تولید شده‌است. کارخانه نکازاولم در عمل، متعلق به شرکت کواترو بوده، که از شرکت‌های زیرمجموعه آئودی به‌شمار می‌آید و تاکنون مدل‌هایی چون آئودی کواترو، آئودی لو مان کواترو، آئودی پایکس پیک کواترو، آئودی آووس کواترو، آئودی آراس۲ آوانت، آئودی آراس۴ و آئودی آراس۶ که اغلب خودروهای مفهومی می‌باشند را، با برند آئودی تولید نموده است.
خودروهای این شرکت همواره به قدرت بالای موتورهایشان، شناخته می‌شوند. علاوه بر این، آئودی از بزرگ‌ترین تولیدکنندگان خودروهای اسپورت و خودروهای برقی نیز می‌باشد.

## ادغام‌ها و نشان تجاری

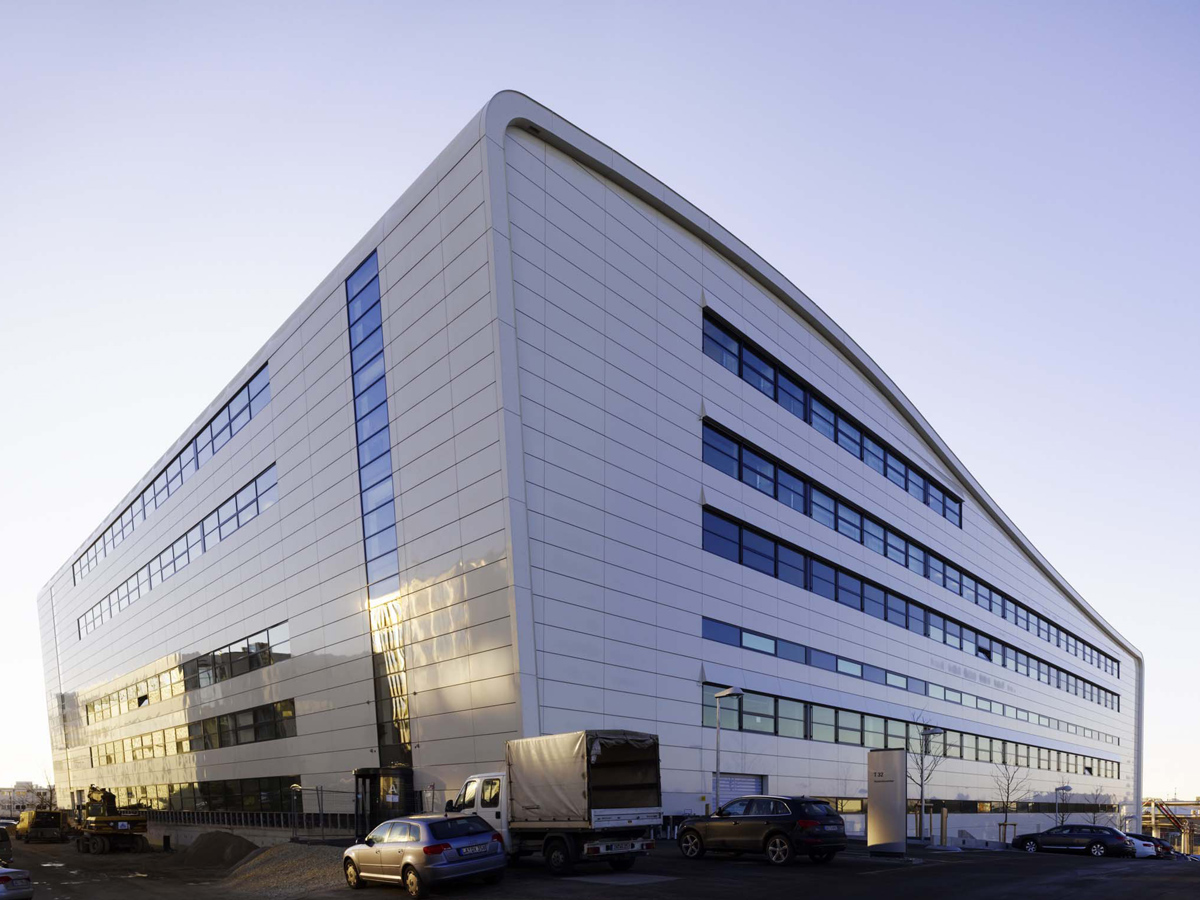
مرکز فروش آئودی در اینگولشتات

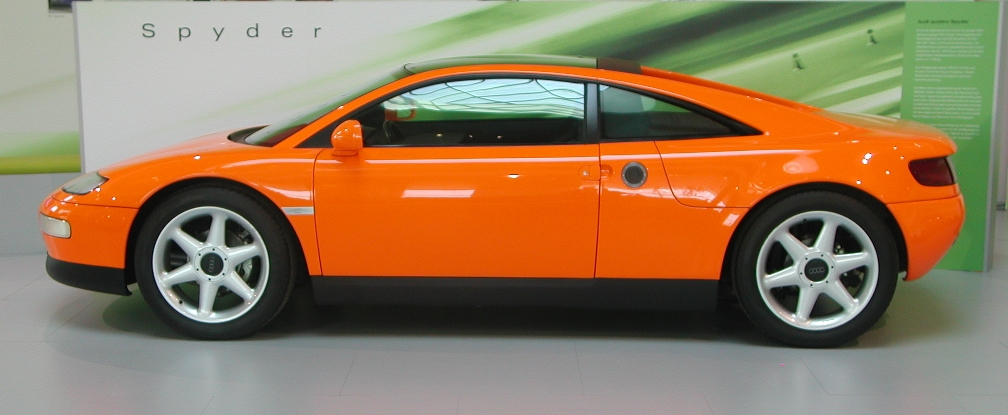
آئودی کواترو اسپایدر

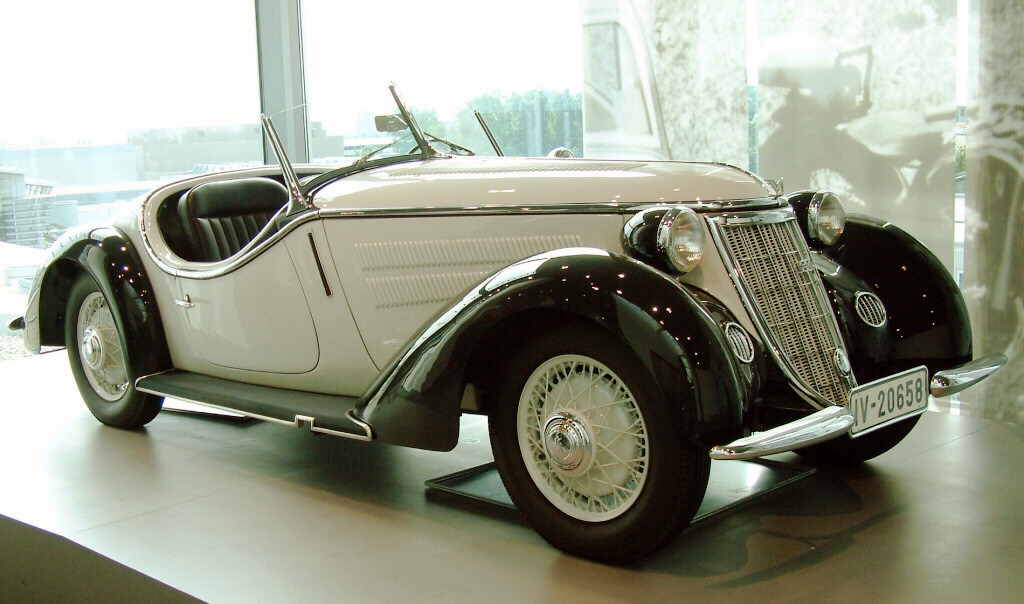
وندرر دبلیو۲۵کی

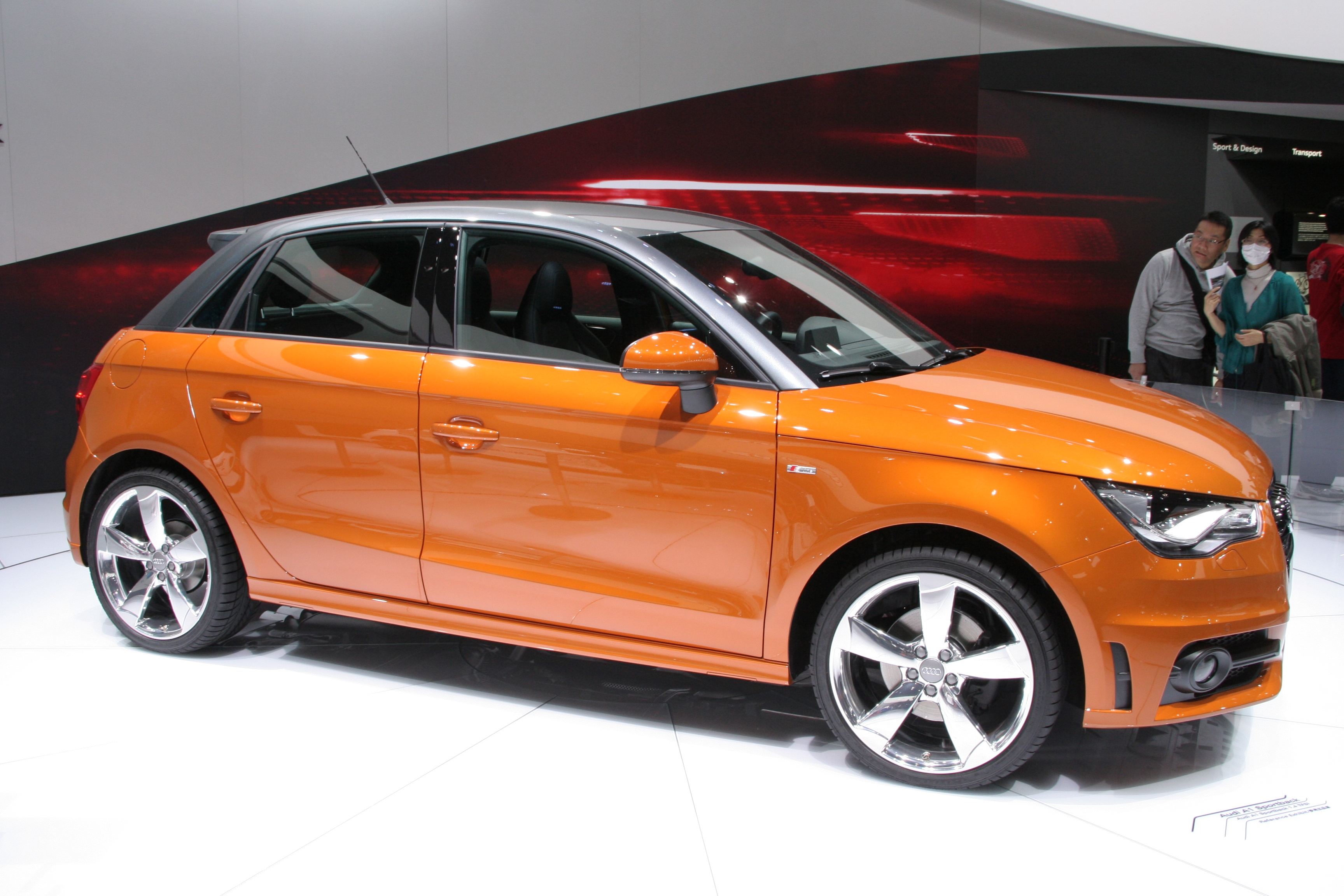
آئودی ای۱ اسپورت‌بک

علامت تجاری خودروسازی آئودی، چهار حلقهٔ درهم تنیده است. این نشان، نماد پیوستن ۴ شرکت خودروسازی است، که تا آن زمان مستقل بودند، این شرکت‌ها عبارتند از: هورش، آئودی، واندرر و دی‌کی‌دبلیو. این چهار شرکت در واقع پایه‌های آئودی امروزی هستند.

### هورش
در سال‌های پایانی قرن نوزدهم چند شرکت در آلمان در صنعت خودروسازی فعال بودند. نام یکی از این شرکت‌ها هورش بود، که در تاریخ ۱۴ نوامبر ۱۸۹۹ توسط اوت هورش، در شهر کلن، آلمان پایه‌گذاری شد.
اوت هورش، پایه‌گذار این شرکت و یکی از مهندسان پیشتاز در حوزهٔ خودروسازی، پیش از این که کارخانه خود را به‌طور مستقل بنیان نهد، در شرکت‌های مختلف فعالیت کرده بود که از آن جمله می‌توان به ۳ سال مدیریت وی در کارخانهٔ کارل بنز در شهر مانهایم اشاره کرد.
سال ۱۹۰۴ بود که هورش کارخانهٔ خود را در شهر «تسویکاو» پایه گذاشت. اوت هورش ۵ سال بعد از این کارخانه جدا شد و خودروهایی که پس از آن توسط او طراحی و ساخته شدند، با نام تجاری «آئودی» به بازار عرضه شدند.

### آئودی
کارخانهٔ دوم که در سال ۱۹۰۹ توسط اوت هورش پایه‌گذاری شد، دیگر نمی‌توانست به نام او باشد؛ بنابراین نام «آئودی» انتخاب شد. واژه هورش (Horch) در زبان آلمانی، فعل امر از ریشه «گوش‌کردن» یا شنیدن و به معنای «گوش کن» یا بشنو است.
واژهٔ آئودی نیز همان «گوش کن» است، البته به زبان لاتین. ابتکار این ترجمه متعلق به پسر یکی از همکاران هورش بود، که در آن زمان، زبان لاتین فرا می‌گرفت. بدین ترتیب دومین کارخانه‌ای که هورش بنیان نهاده بود از ۲۵ آوریل ۱۹۱۰ و به نام شرکت خودروسازی «آئودی» در شهر «تسویکاو» شروع به کار کرد.

### واندرر
دو مکانیک به نام‌های یوهان بابتیست وینکلهوفر و ریچارد آدولف یِنیکه، از سال ۱۸۸۵ در شهر «کمنیتس» تعمیرگاه دوچرخه داشتند. آنان پس از یک سال، خود تولیدکنندهٔ دوچرخه شدند، که با نام «واندرر» به بازار عرضه شد.
دست‌اندرکاران این کارخانه در سال ۱۹۰۲ نخستین موتورسیکلت را ساخته و فکر تولید خودرو را در سال ۱۹۱۳ عملی کردند. نخستین اتومبیل این کارخانه «پوپشن» نام داشت. تولید خودرو در این شرکت چند دهه ادامه یافت.

### دکاو
این کارخانه کار خود را در سال ۱۹۰۲ با نام «راسموسِن اند اِرنست» در شهر کمنیتس آغاز کرد. جداکننده‌های روغن از بخار برای دستگاه‌هایی که با بخار آب کار می‌کردند، گِلگیر، چراغ‌های خودرو و انواع سانتریفیوژها، از جمله تولیدات شرکت دی‌کی‌دبلیو بودند.
یورگن اسکافته راسموسن، بنیانگذار دی‌کی‌دبلیو در سال ۱۹۱۶ آزمایش‌هایی را برای ساخت خودرویی بخاری، آغاز کرد که دی‌کی‌دبلیو، که مختصر شده (به آلمانی: Dampfkraftwagen) نام داشت. این شرکت در سال ۱۹۱۹ بر تولید موتورهای دوزمانه متمرکز شد. این آغازی بود برای ساخت موتورسیکلت‌هایی که از سال ۱۹۲۲ به نام دی‌کی‌دبلیو به بازار آمدند. سال ۱۹۲۸ نیز نخستین خودروی کوچک با همین نام، عرضه شد.

### اتو یونیون
۲۲ ژوئن ۱۹۳۲ اتو یونیون، هورش و موتورسازی دکاو به ابتکار بانک دولتی «زاکسن» به هم پیوستند و «اتحادیهٔ خودروسازی» (به انگلیسی: Auto Union) را بنیان نهادند. همزمان نیز قراردادی با «واندرر» برای خرید و واگذاری این شرکت بسته شد. بدین ترتیب، کنسرنی جدید متشکل از شرکت‌های یادشده در شهر کمنیتس پایه‌گذاری شد.
این کنسرسیوم دومین کارخانهٔ بزرگ خودروسازی در آلمان آن زمان بود. لوگوی این شرکت نیز، چهار حلقهٔ در هم تنیده در نظر گرفته شد، تا نمادی برای همکاری و پیوستگی چهار خودروسازی باشد، که این کنسرسیوم را شکل می‌دادند.
البته نام‌های تجاری آئودی، واندرر، هورش و دکاو همچنان باقی ماندند. هر کدام از این برندها در قالب کنسرن، یکی از بخش‌های تولید را بر عهده داشت: دکاوموتورسیکلت و خودروهای کامپکت تولید می‌کرد، واندرر خودروهای کلاس متوسط را می‌ساخت، آئودی خودروهای کلاس متوسط گران‌تر را به بازار عرضه می‌کرد و هورش بر ساخت خودروهای لوکس کلاس‌های بالاتر، متمرکز شد.

## آمار تولید

### تولید بر پایه سال مالی
تولید کلی شرکت خودروسازی آئودی بر پایه هر سال مالی، در فاصله سال‌های ۲۰۰۰ تا ۲۰۱۲ میلادی به‌صورت زیر است.
| سال  | خودرو     | موتور     |
| ---- | --------- | --------- |
| ۲۰۱۲ | ۱٫۴۶۹٫۲۰۵ | ۱٫۹۱۶٫۶۰۴ |
| ۲۰۱۱ | ۱٫۳۶۵٫۴۹۹ | ۱٫۸۸۴٫۱۵۷ |
| ۲۰۱۰ | ۱٫۱۵۰٫۰۱۸ | ۱٫۶۴۸٫۱۹۳ |
| ۲۰۰۹ | 0 ۹۳۲٫۲۶۰ | ۱٫۳۸۴٫۲۴۰ |
| ۲۰۰۸ | ۱٫۰۲۹٫۰۴۱ | ۱٫۹۰۱٫۷۶۰ |
| ۲۰۰۷ | 0 ۹۸۰٫۸۸۰ | ۱٫۹۱۵٫۶۳۳ |
| ۲۰۰۶ | 0 ۹۲۶٫۱۸۰ | ۱٫۸۹۵٫۶۹۵ |
| ۲۰۰۵ | 0 ۸۱۱٫۵۲۲ | ۱٫۶۹۵٫۰۴۵ |
| ۲۰۰۴ | 0 ۷۸۴٫۹۷۲ | ۱٫۴۸۵٫۵۳۶ |
| ۲۰۰۳ | 0 ۷۶۱٫۵۸۲ | ۱٫۳۴۲٫۸۸۳ |
| ۲۰۰۲ | 0 ۷۳۵٫۹۱۳ | ۱٫۲۸۴٫۴۸۸ |
| ۲۰۰۱ | 0 ۷۲۷٫۰۳۳ | ۱٫۲۲۵٫۴۴۸ |
| ۲۰۰۰ | 0 ۶۵۰٫۸۵۰ | ۱٫۱۸۷٫۶۶۶ |

### تولید بر پایه مدل
در جدول زیر شمار دستگاه خودرو، با توجه به مدل‌هایی که تنها در کارخانجات مربوط به آئودی تولید شده‌اند، در فاصله سال‌های ۱۹۹۸ تا ۲۰۱۲ درج شده‌است.
|      | آئودی ای۱ | آئودی ای۲ | آئودی ای۳ | آئودی ای۴ | آئودی ای۵ | آئودی ای۶ | آئودی ای۷ | آئودی ای۸ | آئودی کیو۳ | آئودی کیو۵ | آئودی کیو۷ | آئودی تی‌تی | آئودی آر۸ |
| ---- | --------- | --------- | --------- | --------- | --------- | --------- | --------- | --------- | ---------- | ---------- | ---------- | ---------- | --------- |
| ۱۹۹۸ | —         | —         | ۱۴۳٬۹۷۴   | ۲۷۱٬۱۵۲   | —         | ۱۷۴٬۸۶۷   | —         | ۱۵٬۳۵۵    | —          | —          | —          | ۱۳٬۶۸۲     | —         |
| ۱۹۹۹ | —         | —         | ۱۴۳٬۵۰۵   | ۲۵۲٬۵۱۴   | —         | ۱۶۲٬۵۷۳   | —         | ۱۴٬۶۳۶    | —          | —          | —          | ۵۲٬۵۷۹     | —         |
| ۲۰۰۰ | —         | ۳۲٬۱۶۴    | ۱۳۶٬۱۴۱   | ۲۳۱٬۸۶۹   | —         | ۱۸۰٬۷۱۵   | —         | ۱۲٬۸۹۴    | —          | —          | —          | ۵۶٬۷۷۶     | —         |
| ۲۰۰۱ | —         | ۴۹٬۳۶۹    | ۱۳۱٬۰۸۲   | ۳۰۸٬۷۷۸   | —         | ۱۸۶٬۴۶۷   | —         | ۱۱٬۷۰۸    | —          | —          | —          | ۳۹٬۳۴۹     | —         |
| ۲۰۰۲ | —         | ۳۷٬۵۷۸    | ۱۲۵٬۵۳۸   | ۳۶۰٬۲۶۷   | —         | ۱۷۸٬۷۷۳   | —         | ۱۰٬۹۴۲    | —          | —          | —          | ۳۴٬۷۱۱     | —         |
| ۲۰۰۳ | —         | ۲۷٬۳۲۳    | ۱۵۹٬۴۱۷   | ۳۵۳٬۸۳۶   | —         | ۱۶۸٬۶۱۲   | —         | ۲۱٬۷۴۸    | —          | —          | —          | ۳۲٬۳۳۷     | —         |
| ۲۰۰۴ | —         | ۱۹٬۷۴۵    | ۱۸۱٬۲۷۴   | ۳۴۵٬۲۳۱   | —         | ۱۹۵٬۵۲۹   | —         | ۲۲٬۴۲۹    | —          | —          | —          | ۲۳٬۶۰۵     | —         |
| ۲۰۰۵ | —         | ۱۰٬۰۲۶    | ۲۲۴٬۹۶۱   | ۳۳۷٬۷۰۵   | —         | ۲۱۵٬۴۳۷   | —         | ۲۱٬۵۱۵    | —          | —          | ۱٬۱۸۵      | ۱۲٬۳۰۷     | —         |
| ۲۰۰۶ | —         | —         | ۲۳۱٬۷۵۲   | ۳۴۱٬۱۱۰   | ۴۸۷       | ۲۲۹٬۰۲۱   | —         | ۲۲٬۴۶۸    | —          | —          | ۷۲٬۱۶۹     | ۲۳٬۶۷۵     | ۱۶۴       |
| ۲۰۰۷ | —         | —         | ۲۳۱٬۱۱۷   | ۲۸۹٬۸۰۶   | ۲۵٬۵۴۹    | ۲۴۳٬۸۴۲   | —         | ۲۲٬۱۸۲    | —          | ۱۶۲        | ۷۷٬۳۹۵     | ۵۶٬۷۶۶     | ۴٬۱۲۵     |
| ۲۰۰۸ | —         | —         | ۲۲۲٬۱۶۴   | ۳۷۸٬۸۸۵   | ۵۷٬۶۵۰    | ۲۱۴٬۰۷۴   | —         | ۲۰٬۱۴۰    | —          | ۲۰٬۳۲۴     | ۵۹٬۰۰۸     | ۴۱٬۷۸۹     | ۵٬۶۵۶     |
| ۲۰۰۹ | —         | —         | ۲۰۶٬۷۴۷   | ۲۸۲٬۰۳۳   | ۸۴٬۸۸۳    | ۱۸۲٬۰۹۰   | —         | ۸٬۵۹۹     | —          | ۱۰۵٬۰۷۴    | ۲۷٬۹۲۹     | ۲۲٬۸۲۱     | ۲٬۱۰۱     |
| ۲۰۱۰ | ۵۱٬۹۳۷    | —         | ۱۹۸٬۹۷۴   | ۳۰۶٬۲۹۱   | ۱۱۱٬۲۷۰   | ۲۱۱٬۲۵۶   | ۸٬۴۹۶     | ۲۲٬۴۳۵    | —          | ۱۵۴٬۶۰۴    | ۴۸٬۹۳۷     | ۲۶٬۲۱۷     | ۳٬۴۸۵     |
| ۲۰۱۱ | ۱۱۷٬۵۶۶   | —         | ۱۸۹٬۰۶۸   | ۳۲۱٬۰۴۵   | ۱۱۱٬۷۵۸   | ۲۴۱٬۸۶۲   | ۳۷٬۳۰۱    | ۳۸٬۵۴۲    | ۱۹٬۶۱۳     | ۱۸۳٬۶۷۸    | ۵۳٬۷۰۳     | ۲۵٬۵۰۸     | ۳٬۵۵۱     |
| ۲۰۱۲ | ۱۲۳٬۱۱۱   | —         | ۱۶۴٬۶۶۶   | ۳۲۹٬۷۵۹   | ۱۰۳٬۳۵۷   | ۲۸۴٬۸۸۸   | ۲۸٬۹۵۰    | ۳۵٬۹۳۲    | ۱۰۶٬۹۱۸    | ۲۰۹٬۷۹۹    | ۵۴٬۵۵۸     | ۲۱٬۸۸۰     | ۲٬۲۴۱     |

## تولید خودرو

### مدل‌های کنونی
مدل‌هایی از آئودی، که در سال ۲۰۱۲ تولید شده یا در حال تولید می‌باشد، در فهرست زیر جای گرفته‌است.
| آئودی ای۱ |  | سوپرمینی              | - ۳-در هاچ‌بک - ۵-در اسپورت‌بک                                   |
| آئودی ای۳ |  | خودروی کامپکت خانواده | - ۳-در هاچ‌بک - خودروی سواری (سالن) - ۵-در اسپورت‌بک - Cabriolet |
| آئودی ای۴ |  | خودروی کامپکت سواری   | - خودروی سواری - آوانت - خودروی خیابانی                        |
| آئودی ای۵ |  | خودروی کامپکت سواری   | - کوپه - ۵-در اسپورت‌بک - کابریولت                              |
| آئودی ای۶ |  | خودروی سواری          | - خودروی سواری - آوانت - خودروی خیابانی                        |
| آئودی ای۷ |  | خودروی سواری          | - ۵-در اسپورت‌بک                                                |
| آئودی ای۸ |  | خودروی لوکس           | - خودروی سواری                                                 |

| آئودی تی‌تی |  | کامپکت اسپورت            | - کوپه - رودستر  |
| آئودی آر۸  |  | سوپر خودرو               | - کوپه - اسپایدر |
| آئودی کیو۲ |  | Subcompact Crossover SUV | - اس‌یووی         |
| آئودی کیو۳ |  | کامپکت اس‌یووی            | - اس‌یووی         |
| آئودی کیو۵ |  | کامپکت اس‌یووی            | - اس‌یووی         |
| آئودی کیو۷ |  | کراس‌آور اس‌یووی           | - اس‌یووی         |
| آئودی کیو۸ |  | Mid-size Crossover SUV   | - اس‌یووی         |
| e-tron     |  | Compact Crossover SUV    | - اس‌یووی         |

### مدل‌های اس و آراس
| آئودی اس۴    |  | خودروی کامپکت        | - سواری (سالن) - آوانت            |
| آئودی اس۵    |  | خودروی کامپکت        | - کوپه - کابریولت - ۵-در اسپورت‌بک |
| آئودی اس۶    |  | خودروی سواری         | - سواری (سالن) - آوانت            |
| آئودی اس۷    |  | خودروی سواری         | - ۵-در اسپورت‌بک                   |
| آئودی اس۸    |  | خودروی لوکس          | - سواری                           |
| آئودی تی‌تیاس |  | خودروی اسپورت کامپکت | - کوپه - رودستر                   |

| آئودی آراس۴     |  | خودروی سواری         | - آوانت           |
| آئودی آراس۵     |  | خودروی سواری         | - کوپه - کابریولت |
| آئودی آراس۷     |  | خودروی کامپکت اسپورت | - ۵-در اسپورت‌بک   |
| آئودی تی‌تی آراس |  | خودروی کاوپکت اسپورت | - کوپه - رودستر   |

## حمایت‌های مالی
شرکت خودروسازی آئودی شمار بسیاری از باشگاه‌های ورزشی را، در کشورهای مختلف جهان، تحت حمایت‌های مالی خود قرار می‌دهد. این شرکت در ورزش‌های مختلف مشارکت می‌نماید ولی در سال‌های گذشته تمرکز اصلی آن، بر ورزش فوتبال بوده‌است.
آئودی باشگاه‌های فوتبال بسیاری را، تحت حمایت مالی خود دارد و در: بایرن مونیخ، هامبورگ، نورنبرگ، بروسیا مونشن‌گلادباخ، باشگاه فوتبال چلسی، باشگاه فوتبال رئال مادرید، باشگاه فوتبال آ.ث. میلان، باشگاه فوتبال بارسلونا، باشگاه فوتبال آژاکس آمستردام مشارکت مالی مستقیم داشته یا برند آئودی بر روی پیراهن این باشگاه‌ها دیده می‌شود.

## موفقیت‌ها
از جمله نقاط برجسته تکنیکی این شرکت خودروسازی، طراحی و تولید موتور ۵ سیلندری بود، که در اواخر دهه ۱۹۷۰ بر روی سری آئودی ۱۰۰ عرضه شد. توربوشارژ ۴ دبلیو دی، که در مدل کواترو در سال ۱۹۸۰ و ۱۹۸۱ استفاده شد. از دیگر نقاط قوت این شرکت بود.
شرکت آئودی نخستین تولیدکننده خودروهای تمام گالوانیزه در جهان است، که از این نمونه می‌توان به خودروی آئودی ای۸ اشاره نمود، که بدنه‌ای تمام آلومینیمی را داراست.
این شرکت همچنین دارای خودروهایی با بالاترین قدرت موتور نیز هست. در پایان سال ۱۹۹۸، شرکت آئودی، برند ایتالیایی لامبورگینی را به قیمت ۱۱۰ میلیون دلار خرید.
علاوه بر این، آئودی از بزرگترین تولیدکنندگان خودروهای اسپورت جهان به‌شمار می‌آید. از دیگر نقاط قوت این شرکت می‌توان به تولید گسترده خودروهای برقی در سال‌های گذشته، اشاره نمود.

## برند و شعار
نام این شرکت از نام خانوادگی بنیانگذارش، اوت هورش گرفته شده‌است. هورش به معنی «گوش دادن» در زبان آلمانی است که معادل لاتین آن «آئودی» می‌باشد. شعار این شرکت (به آلمانی: Vorsprung durch Technik) به معنی: «پیشرفت به وسیله فناوری» است. آئودی در ایالات متحده آمریکا شعار Truth in Engineering را استفاده می‌کند که در فارسی «حقیقت در مهندسی» ترجمه خواهد شد